# Weissia andersoniana
Weissia andersoniana är en bladmossart som beskrevs av Robert Zander 1985. Weissia andersoniana ingår i släktet krusmossor, och familjen Pottiaceae. Inga underarter finns listade i Catalogue of Life.